# Hydriomena puncticaudata
Hydriomena puncticaudata är en fjärilsart som beskrevs av Barnes och Mcdunnough 1917. Hydriomena puncticaudata ingår i släktet Hydriomena och familjen mätare. Inga underarter finns listade i Catalogue of Life.